# عبد الكريم باشا
عبد الكريم باشا (بالتركية: Abdülkerim Paşa)‏، من مواليد 1872، وتوفي يوم 16 يناير 1912، وهو قائد عسكري برتبة فريق، شارك في الحرب العالمية الأولى، وقبلها شارك في الحرب التركية الإيطالية بليبيا، وحروب البلقان في أوروبا.